# 寸金街道
寸金街道，是中华人民共和国广东省湛江市赤坎区下辖的一个乡镇级行政单位。

## 行政区划
寸金街道下辖以下地区：
寸金社区、西苑社区、拥军社区和九二一社区。